# Miles Robinson
Miles Gordon Robinson (ur. 14 marca 1997 w Arlington) – amerykański piłkarz występujący na pozycji środkowego obrońcy w amerykańskim klubie FC Cincinnati oraz w reprezentacji Stanów Zjednoczonych.

## Kariera klubowa

### Atlanta United
13 stycznia 2017 podpisał kontrakt z klubem Atlanta United. Zadebiutował 15 czerwca 2017 w meczu U.S. Open Cup przeciwko Charleston Battery (3:2). W Major League Soccer zadebiutował 7 kwietnia 2018 w meczu przeciwko Los Angeles FC (5:0). Pierwszą bramkę dla drużyny rezerw zdobył 4 października 2018 w meczu ligowym przeciwko Tampa Bay Rowdies (1:1). W sezonie 2018 jego zespół dotarł do finału MLS Cup, w którym pokonał Portland Timbers (2:0) i zdobył trofeum. 22 lutego 2019 zadebiutował w Lidze Mistrzów CONCACAF w meczu przeciwko CS Herediano (3:1). Pierwszą bramkę dla głównej drużyny zdobył 19 czerwca 2019 w meczu U.S. Open Cup przeciwko Columbus Crew (2:3). 15 sierpnia 2019 wystąpił w meczu Campeones Cup, w którym jego drużyna pokonała Club América (3:2) i zdobyła puchar. 28 sierpnia 2019 wystąpił w finale U.S. Open Cup, pokonując Minnesota United i zdobywając trofeum.

### Charleston Battery
23 maja 2017 został wysłany na wypożyczenie do drużyny Charleston Battery. Zadebiutował 25 maja 2017 w meczu USL Championship przeciwko Philadelphia Union II (0:1). Pierwszą bramkę zdobył 27 lipca 2017 w meczu ligowym przeciwko Pittsburgh Riverhounds (2:2).

## Kariera reprezentacyjna

### Stany Zjednoczone U-20
W 2016 roku otrzymał powołanie do reprezentacji Stanów Zjednoczonych U-20. Zadebiutował 30 czerwca 2016 w meczu towarzyskim przeciwko reprezentacji Kostaryki U-20 (2:0).

### Stany Zjednoczone U-23
W 2019 roku otrzymał powołanie do reprezentacji Stanów Zjednoczonych U-23. Zadebiutował 22 marca 2019 w meczu towarzyskim przeciwko reprezentacji Egiptu U-23 (0:2).

### Stany Zjednoczone
W 2019 roku otrzymał powołanie do reprezentacji Stanów Zjednoczonych. Zadebiutował 7 września 2019 w meczu towarzyskim przeciwko reprezentacji Meksyku (0:3). Pierwszą bramkę zdobył 1 lutego 2021 w meczu towarzyskim przeciwko reprezentacji Trynidadu i Tobago (7:0).

## Statystyki

### Klubowe
(aktualne na dzień 28 czerwca 2025)
| Klub                      | Sezon              | Liga                | Liga  | Liga   | Puchar kraju | Puchar kraju | Puchar Ligi | Puchar Ligi | CONCACAF | CONCACAF | Suma  | Suma   |
| Klub                      | Sezon              | Liga                | Mecze | Bramki | Mecze        | Bramki       | Mecze       | Bramki      | Mecze    | Bramki   | Mecze | Bramki |
| ------------------------- | ------------------ | ------------------- | ----- | ------ | ------------ | ------------ | ----------- | ----------- | -------- | -------- | ----- | ------ |
| Charleston Battery (wyp.) | 2017               | USL Championship    | 6     | 1      | 0            | 0            | –           | –           | –        | –        | 6     | 1      |
| Charleston Battery (wyp.) | Ogólnie            | Ogólnie             | 6     | 1      | 0            | 0            | 0           | 0           | 0        | 0        | 6     | 1      |
| Atlanta United 2          | 2018               | USL Championship    | 14    | 1      | –            | –            | –           | –           | –        | –        | 14    | 1      |
| Atlanta United 2          | Ogólnie            | Ogólnie             | 14    | 1      | 0            | 0            | 0           | 0           | 0        | 0        | 14    | 1      |
| Atlanta United            | 2017               | Major League Soccer | 0     | 0      | 1            | 0            | –           | –           | –        | –        | 1     | 0      |
| Atlanta United            | 2018               | Major League Soccer | 12    | 0      | 2            | 0            | –           | –           | –        | –        | 14    | 0      |
| Atlanta United            | 2019               | Major League Soccer | 34    | 0      | 5            | 1            | –           | –           | 5        | 0        | 44    | 1      |
| Atlanta United            | 2020               | Major League Soccer | 17    | 0      | –            | –            | –           | –           | 1        | 0        | 18    | 0      |
| Atlanta United            | 2021               | Major League Soccer | 27    | 1      | 0            | 0            | –           | –           | 4        | 0        | 31    | 1      |
| Atlanta United            | 2022               | Major League Soccer | 9     | 0      | 1            | 0            | –           | –           | 0        | 0        | 10    | 0      |
| Atlanta United            | 2023               | Major League Soccer | 30    | 2      | 0            | 0            | 2           | 0           | 0        | 0        | 32    | 2      |
| Atlanta United            | Ogólnie            | Ogólnie             | 129   | 3      | 9            | 1            | 2           | 0           | 10       | 0        | 150   | 4      |
| FC Cincinnati             | 2024               | Major League Soccer | 28    | 1      | 0            | 0            | 2           | 0           | 3        | 0        | 33    | 1      |
| FC Cincinnati             | 2025               | Major League Soccer | 15    | 1      | 0            | 0            | 0           | 0           | 4        | 0        | 19    | 1      |
| FC Cincinnati             | Ogólnie            | Ogólnie             | 43    | 2      | 0            | 0            | 2           | 0           | 7        | 0        | 52    | 2      |
| Ogólnie w karierze        | Ogólnie w karierze | Ogólnie w karierze  | 192   | 7      | 9            | 1            | 4           | 0           | 17       | 0        | 222   | 8      |

### Reprezentacyjne
(aktualne na dzień 29 czerwca 2025)
| Reprezentacja          | Rok     | Mecze | Bramki |
| ---------------------- | ------- | ----- | ------ |
| Stany Zjednoczone U-20 |         |       |        |
| 2016                   | 4       | 0     |        |
| Ogólnie                | Ogólnie | 4     | 0      |
| Stany Zjednoczone U-23 |         |       |        |
| 2019                   | 2       | 0     |        |
| Ogólnie                | Ogólnie | 2     | 0      |
| Stany Zjednoczone      |         |       |        |
| 2019                   | 2       | 0     |        |
| 2020                   | 0       | 0     |        |
| 2021                   | 13      | 3     |        |
| 2022                   | 5       | 0     |        |
| 2023                   | 7       | 0     |        |
| 2024                   | 3       | 0     |        |
| 2025                   | 5       | 0     |        |
| Ogólnie                | Ogólnie | 35    | 3      |

| Mecze i gole w reprezentacji | Mecze i gole w reprezentacji | Mecze i gole w reprezentacji | Mecze i gole w reprezentacji | Mecze i gole w reprezentacji | Mecze i gole w reprezentacji | Mecze i gole w reprezentacji | Mecze i gole w reprezentacji    |
| Stany Zjednoczone U-20       | Stany Zjednoczone U-20       | Stany Zjednoczone U-20       | Stany Zjednoczone U-20       | Stany Zjednoczone U-20       | Stany Zjednoczone U-20       | Stany Zjednoczone U-20       | Stany Zjednoczone U-20          |
| Lp.                          | Data                         | Miejsce                      | Gospodarz                    | Gość                         | Wynik                        | Gol                          | Rozgrywki                       |
| ---------------------------- | ---------------------------- | ---------------------------- | ---------------------------- | ---------------------------- | ---------------------------- | ---------------------------- | ------------------------------- |
| 1.                           | 30.06.2016                   | East Rutherford              | Stany Zjednoczone U-20       | Kostaryka U-20               | 2:0                          |                              | Mecz towarzyski                 |
| 2.                           | 07.10.2016                   | Eccles                       | Holandia U-20                | Stany Zjednoczone U-20       | 5:3                          |                              | Mecz towarzyski                 |
| 3.                           | 10.10.2016                   | Rochdale                     | Anglia U-20                  | Stany Zjednoczone U-20       | 2:0                          |                              | Mecz towarzyski                 |
| 4.                           | 17.12.2016                   |                              | Kostaryka U-20               | Stany Zjednoczone U-20       | 0:4                          |                              | Mecz towarzyski                 |
| Stany Zjednoczone U-23       |                              |                              |                              |                              |                              |                              |                                 |
| Lp.                          | Data                         | Miejsce                      | Gospodarz                    | Gość                         | Wynik                        | Gol                          | Rozgrywki                       |
| 1.                           | 22.03.2019                   | San Pedro del Pinatar        | Stany Zjednoczone U-23       | Egipt U-23                   | 0:2                          |                              | Mecz towarzyski                 |
| 2.                           | 24.03.2019                   | San Pedro del Pinatar        | Holandia U-23                | Stany Zjednoczone U-23       | 0:0                          |                              | Mecz towarzyski                 |
| Stany Zjednoczone            |                              |                              |                              |                              |                              |                              |                                 |
| Lp.                          | Data                         | Miejsce                      | Gospodarz                    | Gość                         | Wynik                        | Gol                          | Rozgrywki                       |
| 1.                           | 07.09.2019                   | East Rutherford              | Stany Zjednoczone            | Meksyk                       | 0:3                          |                              | Mecz towarzyski                 |
| 2.                           | 11.09.2019                   | Saint Louis                  | Stany Zjednoczone            | Urugwaj                      | 1:1                          |                              | Mecz towarzyski                 |
| 3.                           | 01.02.2021                   | Orlando                      | Stany Zjednoczone            | Trynidad i Tobago            | 7:0                          | Gol                          | Mecz towarzyski                 |
| 4.                           | 12.07.2021                   | Kansas City                  | Stany Zjednoczone            | Haiti                        | 1:0                          |                              | Złoty Puchar CONCACAF 2021      |
| 5.                           | 16.07.2021                   | Kansas City                  | Martynika                    | Stany Zjednoczone            | 1:6                          | Gol                          | Złoty Puchar CONCACAF 2021      |
| 6.                           | 18.07.2021                   | Kansas City                  | Stany Zjednoczone            | Kanada                       | 1:0                          |                              | Złoty Puchar CONCACAF 2021      |
| 7.                           | 26.07.2021                   | Arlington                    | Stany Zjednoczone            | Jamajka                      | 1:0                          |                              | Złoty Puchar CONCACAF 2021      |
| 8.                           | 30.07.2021                   | Austin                       | Katar                        | Stany Zjednoczone            | 0:1                          |                              | Złoty Puchar CONCACAF 2021      |
| 9.                           | 02.08.2021                   | Paradise                     | Stany Zjednoczone            | Meksyk                       | 1:0                          | Gol                          | Złoty Puchar CONCACAF 2021      |
| 10.                          | 03.09.2021                   | San Salvador                 | Salwador                     | Stany Zjednoczone            | 0:0                          |                              | el. MŚ 2022                     |
| 11.                          | 06.09.2021                   | Nashville                    | Stany Zjednoczone            | Kanada                       | 1:1                          |                              | el. MŚ 2022                     |
| 12.                          | 09.09.2021                   | San Pedro Sula               | Honduras                     | Stany Zjednoczone            | 1:4                          |                              | el. MŚ 2022                     |
| 13.                          | 08.10.2021                   | Austin                       | Stany Zjednoczone            | Jamajka                      | 2:0                          |                              | el. MŚ 2022                     |
| 14.                          | 14.10.2021                   | Columbus                     | Stany Zjednoczone            | Kostaryka                    | 2:1                          |                              | el. MŚ 2022                     |
| 15.                          | 13.11.2021                   | Cincinnati                   | Stany Zjednoczone            | Meksyk                       | 2:0                          |                              | el. MŚ 2022                     |
| 16.                          | 30.01.2022                   | Hamilton                     | Kanada                       | Stany Zjednoczone            | 2:0                          |                              | el. MŚ 2022                     |
| 17.                          | 03.02.2022                   | Saint Paul                   | Stany Zjednoczone            | Honduras                     | 3:0                          |                              | el. MŚ 2022                     |
| 18.                          | 25.03.2022                   | Meksyk                       | Meksyk                       | Stany Zjednoczone            | 0:0                          |                              | el. MŚ 2022                     |
| 19.                          | 28.03.2022                   | Orlando                      | Stany Zjednoczone            | Panama                       | 5:1                          |                              | el. MŚ 2022                     |
| 20.                          | 31.03.2022                   | San José                     | Kostaryka                    | Stany Zjednoczone            | 2:0                          |                              | el. MŚ 2022                     |
| 21.                          | 28.03.2023                   | Orlando                      | Stany Zjednoczone            | Salwador                     | 1:0                          |                              | Liga Narodów CONCACAF 2022/2023 |
| 22.                          | 16.06.2023                   | Paradise                     | Stany Zjednoczone            | Meksyk                       | 3:0                          |                              | Liga Narodów CONCACAF 2022/2023 |
| 23.                          | 03.07.2023                   | Charlotte                    | Stany Zjednoczone            | Trynidad i Tobago            | 6:0                          |                              | Złoty Puchar CONCACAF 2023      |
| 24.                          | 10.07.2023                   | Cincinnati                   | Stany Zjednoczone            | Kanada                       | 2:2 (pk. 3:2)                |                              | Złoty Puchar CONCACAF 2023      |
| 25.                          | 13.07.2023                   | San Diego                    | Stany Zjednoczone            | Panama                       | 1:1 (pk. 4:5)                |                              | Złoty Puchar CONCACAF 2023      |
| 26.                          | 13.09.2023                   | Saint Paul                   | Stany Zjednoczone            | Oman                         | 4:0                          |                              | Mecz towarzyski                 |
| 27.                          | 18.10.2023                   | Nashville                    | Stany Zjednoczone            | Ghana                        | 4:0                          |                              | Mecz towarzyski                 |
| 28.                          | 20.01.2024                   | San Antonio                  | Stany Zjednoczone            | Słowenia                     | 0:1                          |                              | Mecz towarzyski                 |
| 29.                          | 22.03.2024                   | Arlington                    | Stany Zjednoczone            | Jamajka                      | 3:1                          |                              | Liga Narodów CONCACAF 2023/2024 |
| 30.                          | 16.10.2024                   | Zapopan                      | Meksyk                       | Stany Zjednoczone            | 2:0                          |                              | Mecz towarzyski                 |
| 31.                          | 18.01.2025                   | Fort Lauderdale              | Stany Zjednoczone            | Wenezuela                    | 3:1                          |                              | Mecz towarzyski                 |
| 32.                          | 23.01.2025                   | Orlando                      | Stany Zjednoczone            | Kostaryka                    | 3:0                          |                              | Mecz towarzyski                 |
| 33.                          | 07.06.2025                   | East Hartford                | Stany Zjednoczone            | Turcja                       | 1:2                          |                              | Mecz towarzyski                 |
| 34.                          | 16.06.2025                   | San Jose                     | Stany Zjednoczone            | Trynidad i Tobago            | 5:0                          |                              | Złoty Puchar CONCACAF 2025      |
| 35.                          | 20.06.2025                   | Austin                       | Arabia Saudyjska             | Stany Zjednoczone            | 0:1                          |                              | Złoty Puchar CONCACAF 2025      |

## Sukcesy

### Atlanta United
- MLS Cup (1×): 2018
- Campeones Cup (1×): 2019
- U.S. Open Cup (1×): 2019

### Indywidualne
- Obrońca roku ACC (1×): 2016[19]
- MLS Best XI (1×): 2019[20]